# Robert Sean Leonard
Pour les articles homonymes, voir Leonard.
Robert Sean Leonard, de son vrai nom Robert Lawrence Leonard, est un acteur américain, né le 28 février 1969 à Westwood, dans le New Jersey.
Il est notamment connu pour avoir incarné Neil Perry dans le film Le Cercle des poètes disparus et James Wilson dans la série télévisée Dr House.
D'autre part, sa carrière au théâtre lui a valu de remporter un prestigieux Tony Award en 2001.

## Biographie
Robert Sean Leonard est né le 28 février 1969 à Westwood, dans le New Jersey.
Après des études à l'université de Fordham, puis à l'université Columbia, il est accepté à la Screen Actors Guild. C'est là qu'il décide de changer son nom, remplaçant Lawrence par Sean, le nom de son frère.
Il a une sœur, Kimberly Leonard et un frère Sean Leonard.

## Carrière
Fort de son apprentissage, il obtient son premier rôle à la télévision en 1986. Il a un petit rôle dans My Two Love. La même année, on le voit aussi dans le film Le Projet Manhattan, un film de science-fiction.
Il continue ainsi, de petits rôles en petits rôles, passant de Bluffing it en 1987, toujours à la télévision, à My Best Friend Is a Vampire (en), en 1988. C'est finalement l'année suivante, en 1989, qu'il obtient l'un de ses rôles les plus marquants, celui de Neil Perry Robert dans le film oscarisé Le Cercle des poètes disparus, où il joue aux côtés de Robin Williams et Ethan Hawke. Ce dernier demeure d'ailleurs l'un de ses meilleurs amis.
Grâce à ce film, sa carrière est alors lancée. Il enchaîne ainsi les films avec en 1990, Mr and Mrs Bridge, avec Paul Newman à l'affiche, nommé aux Oscars, Pour le meilleur et pour le rire en 1991 qui rencontre moins de succès.
Puis Beaucoup de bruit pour rien, en 1993, réalisé par Kenneth Branagh, qui fut l'un des plus grands succès de film adapté d'une pièce de Shakespeare. Il y joue aux côtés de talents du cinéma comme Keanu Reeves, Denzel Washington, Michael Keaton et Emma Thompson. La même année, Robert Sean Leonard joue dans Le Temps de l'innocence, avec Daniel Day-Lewis, Winona Ryder et Michelle Pfeiffer entre autres. Là encore, c'est un film qui rencontre un beau succès et décroche une nomination aux Oscars.
Dans la foulée, il enchaîne sur Swing Kids, toujours la même année, et donne la réplique à Christian Bale et Kenneth Branagh, déjà rencontré sur le tournage de Beaucoup de bruit pour rien.
Après ces trois derniers grands films, la carrière de Robert Sean tourne au ralenti. Il continue malgré tout d'être présent au cinéma, notamment dans Killer : Journal d'un assassin en 1996, I Love You, I Love You Not en 1996, puis Les Derniers Jours du disco en 1998 et enfin Ground Control (en) face à Kiefer Sutherland en 1998.
Sa carrière dans le cinéma s'étant peu à peu éteinte, Robert Sean Leonard décide de se tourner vers la télé. Après quelques rôles et apparitions dans Au-delà du réel : L'aventure continue, Wasteland, les films Tape, A Glimpse of Hell (en) et Driven, Robert Sean trouve finalement le rôle de sa vie.
Il est ainsi le premier acteur à avoir intégré la distribution de la série culte Dr House. Il y incarne James Wilson, chef du service d'oncologie, et meilleur ami du Dr Gregory House. Ou plutôt la seule personne que Gregory House considère comme son ami. Face au caractère cynique de House, Wilson apparaît comme un être plus humain et généreux, qui tente jour après jour d'insuffler un peu à House de sa bonhomie, sans vrai succès. Les deux personnalités quasi-complémentaires vont s'apporter des traits de caractères mutuellement : on verra donc James Wilson gagner en assurance et en franchise, voire en cynisme, à l'image de son meilleur ami de la série. À noter que dans la vie, Robert Sean Leonard et Hugh Laurie, qui incarne Gregory House, sont de bons amis.

### Vie privée
Robert Sean Leonard s'est marié en août 2008 avec Gabriella Salick. Leur fille Eleanor Blanche Leonard est née le 15 janvier 2009. Il a une seconde fille, Claudia, née en 2012.

## Filmographie
Sauf indication contraire, les informations mentionnées dans cette section peuvent être confirmées par la base de données cinématographiques IMDb,  présente dans la section « Liens externes ».

### Cinéma

#### Longs métrages
- 1986 : Le Projet Manhattan (The Manhattan Project) de Marshall Brickman : Max Ithaca
- 1988 : My Best Friend Is a Vampire (en) de Jimmy Huston : Jeremy Capello
- 1989 : Le Cercle des poètes disparus (Dead Poets Society) de Peter Weir : Neil Perry
- 1990 : Mr and Mrs Bridge de James Ivory : Douglas Bridge adolescent
- 1991 : Pour le meilleur et pour le rire (Married to It) de Arthur Hiller : Chuck Bishop
- 1993 : Swing Kids de Thomas Carter : Peter Müller
- 1993 : Beaucoup de bruit pour rien (Much Ado About Nothing) de Kenneth Branagh : Claudio
- 1993 : Le Temps de l'innocence (The Age of Innocence) de Martin Scorsese : Ted Archer
- 1994 : Loin des yeux, près du cœur (Safe Passage) de Robert Allan Ackerman : Alfred Singer
- 1996 : I Love You, I Love You Not de Billy Hopkins : L'ange de la mort
- 1996 : Killer, journal d'un assassin (Killer : A Journal of Murder) de Tim Metcalfe : Henry Lesser
- 1998 : Les Derniers Jours du disco (The Last Days of Disco) de Whit Stillman : Tom Platt
- 1998 : Standoff d'Andrew Chapman : Jamie Doolin
- 1998 : Ground Control (en) de Richard Howard : Cruise
- 2001 : Tape de Richard Linklater : Jon Salter
- 2001 : Driven de Renny Harlin : Demille Bly
- 2001 : Chelsea Walls d'Ethan Hawke : Terry Olsen
- 2003 : Memories (The I Inside) de Roland Suso Richter : Peter Cable

### Télévision

#### Séries télévisées
- 1999 : Wasteland : L'ex de Jesse
- 2000 : Au-delà du réel : L'aventure continue (The Outer Limits) : Robby Archer
- 2004 - 2012 : Dr House (House M.D.) : James Wilson
- 2013 : Blacklist (The Blacklist) : Frederick Barnes
- 2013 - 2014 : Falling Skies : Dr Roger Kadar
- 2014 : The Good Wife : Del Paul
- 2014 : Battle Creek : Brock
- 2015-2016 : New York, unité spéciale (Law and Order: Special Victims Unit) : substitut du procureur Kenneth O'Dwyer (saison 17, épisodes 3 et 10)
- 2016 : Battle Creek : Brock
- 2017 : Blue Bloods : William Holt
- 2019 : Good Doctor (The Good Doctor) : Seamus O'Malley
- 2019 : The Hot Zone : Walter Humboldt
- 2022 : The First Lady : Président Harry S. Truman
- 2023 : The Gilded Age : Révérend Matthew Forte

#### Téléfilms
- 1986 : Détours amoureux (My Two Loves) de Noel Black : Larry Taylor
- 1987 : Le bluffeur (Bluffing It) de James Steven Sadwith : Rusty Duggan
- 1996 : The Boys Next Door de John Erman : Barry Klemper
- 1997 : In the Gloaming de Christopher Reeve : Danny
- 2001 : A Glimpse of Hell de Mikael Salomon : Lieutenant Dan Meyer
- 2003 : A Painted House d'Alfonso Arau : Jesse Chandler

## Théâtre
- 1993 : Candida de George Bernard Shaw
- 2001 : The Invention of Love (en) de Tom Stoppard
- 2003 : Long Day's Journey into Night d'Eugene O'Neill

## Distinctions

### Récompense
- Tony Awards 2001 : Tony Award du meilleur acteur dans un second rôle dans une pièce pour The Invention of Love (en)

### Nominations
- Tony Awards 1993 : Tony Award du meilleur acteur dans un second rôle dans une pièce pour Candida
- Young Artist Awards 1994 : meilleur casting jeune dans un film pour Swing Kids, aux côtés de Christian Bale, David Tom et Frank Whaley
- Tony Awards 2003 : Tony Award du meilleur acteur dans un second rôle dans une pièce pour Long Day's Journey into Night